# Gustav Heinrich von Enckevort
Gustav Heinrich von Enckevort (* 16. Oktober 1726 in Vogelsang; † 18. November 1807 in Hohenziethen) war ein preußischer Justizjurist, von 1763 bis 1767 Vizepräsident der Pommerschen Regierung.
Er war ein Angehöriger der adligen Familie von Enckevort. Sein Vater Bernd Friedrich von Enckevort (* 1684; † 1755) war Erbherr auf Vogelsang und schwedischer Hauptmann, später Hof- und Konsistorialrat. Seine Mutter Helena Elisabeth war eine geborene von Meyer.
Ab 1745 studierte er die Rechte an der Universität Greifswald. 1748 begann er als Referendar bei der Pommerschen Regierung in Stettin. Hier wurde er 1753 Regierungsrat und schließlich 1763 als Nachfolger von Christian Friedrich von Ramin Vizepräsident. 1767 nahm er seinen Abschied; im Amt folgte ihm 1769 Johann Arnold von Wyckersloot.
Gustav Heinrich von Enckevort heiratete 1751 Anna Sophia Kretzschmer (* 1734; † 1787), die reiche Tochter eines Stettiner Ältermannes. Das Vermögen, das seine Frau mitbrachte, ermöglichte ihm den Erwerb eines umfangreichen Grundbesitzes: 1751 kaufte er von dem Kammerpräsidenten Joachim Ewald von Massow das Alloidalgut Dobberphul im pommerschen Kreis Pyritz (das er freilich 1789 wieder verkaufte), 1755 Gartz a. d. Plöne, Plönzig und Rosenfelde ebenfalls im Kreis Pyritz, 1765/1766 Hohenziethen, Marienwerder und Dertzow im neumärkischen Kreis Soldin, Ende des 18. Jahrhunderts Wuthenow im neumärkischen Kreis Friedeberg und Kürtow im neumärkischen Kreis Arnswalde, 1805 Petershagen im mittelmärkischen Kreis Lebus.
Aus der Ehe gingen fünf Söhne und acht Töchter hervor. Die Tochter Dorothea Friederike Charlotte (* 1755; † 1816) heiratete in zweiter Ehe 1782 den Mindener Regierungspräsidenten Carl Ludolf Bernhard von Arnim. Die Tochter Ernestine (* 1769; † 1798) heiratete 1785 den Stettiner Regierungspräsidenten Georg Friedrich von Eickstedt. Der Sohn Bernd Gottlieb von Enckevort (* 1752; † 1785) wurde Gutsherr und Ritterschaftsrat. 